# Stefan Schmidt (Basketballspieler)
Stefan Schmidt (* 12. Mai 1989 in Schwandorf) ist ein ehemaliger deutscher Basketballspieler. Der 2,07-Meter-Mann war Juniorennationalspieler und spielte für Bayreuth und Trier in der Basketball-Bundesliga.

## Laufbahn
Schmidt nahm 2007 mit der deutschen U18-Nationalmannschaft an der EM in Spanien teil und gab während der Saison 2007/08 sein Debüt für Falke Nürnberg in der 2. Bundesliga ProA. Parallel dazu lief er für die Franken Hexer in der Nachwuchs-Basketball-Bundesliga auf. Im Sommer 2009 gehörte er zum deutschen Kader bei der U20-EM in Griechenland.
Zur Saison 2009/10 ging er zum BBC Bayreuth, mit dem er in seinem ersten Jahr in die Basketball-Bundesliga aufstieg. 2011 spielte er mit der deutschen Studierendennationalmannschaft bei der Universiade in China und erreichte den sechsten Platz. Für Bayreuth absolvierte Schmidt 71 und für TBB Trier, dem er sich 2013 anschloss, 66 Partien in der höchsten deutschen Spielklasse. Auch 2013 nahm Schmidt mit der deutschen Auswahl an der Universiade teil, bei den Spielen in Kasan wurde die Mannschaft Zwölfter.
Nach der Insolvenz der TBB Trier wechselte er im Sommer 2015 gen Norden zu den Hamburg Towers in die 2. Bundesliga ProA. Im März 2016 zog er sich einen Kreuzbandriss zu, der ihn zu einer monatelangen Spielpause zwang. Seine beste Saison in Hamburg war 2015/16, als er im Schnitt 6,4 Punkte und 6,1 Rebounds erzielte. Während des Spieljahres 2016/17 kam er in Folge des Kreuzbandrisses in keiner Partie zum Einsatz.
Während der Sommerpause 2018 verließ er die Hanseaten und schloss sich dem Drittligisten Itzehoe Eagles an. 2019/20 wurde er mit Itzehoe in der ProB-Nord Meister der wegen der Ausbreitung des Coronavirus SARS-CoV-2 Mitte März 2020 abgebrochenen Saison 2019/20. Schmidt war an diesem Erfolg mit im Schnitt 8,5 Punkten und 4,9 Rebounds pro Spiel beteiligt. Er trat in der Endphase seiner Spielerlaufbahn eine Stelle in der Immobilienwirtschaft an, im Sommer 2020 trat er vom Leistungssport zurück.